# Herrschaft Baumgarten-Eriskirch
Die Herrschaft Baumgarten-Eriskirch mit der Burg Baumgarten gehörte dem Hochstift Konstanz. 1472 wurde sie an die Freie Reichsstadt Buchhorn (heute Friedrichshafen) verkauft. 
1802/03 kam die Herrschaft Baumgarten-Eriskirch unter die Landeshoheit von Württemberg.